# Liste der Baudenkmale in Goslar - Außenbereiche
In der Liste der Baudenkmale in Goslar - Außenbereiche sind alle Baudenkmale in den Außenbereichen der niedersächsischen Gemeinde Goslar aufgelistet. Die Quelle der Baudenkmale ist der Denkmalatlas Niedersachsen. Der Stand der Liste ist der 23. Oktober 2022.

## Allgemein
In den Spalten befinden sich folgende Informationen:
- Lage: die Adresse des Baudenkmales und die geographischen Koordinaten. Kartenansicht, um Koordinaten zu setzen. In der Kartenansicht sind Baudenkmale ohne Koordinaten mit einem roten Marker dargestellt und können in der Karte gesetzt werden. Baudenkmale ohne Bild sind mit einem blauen Marker gekennzeichnet, Baudenkmale mit Bild mit einem grünen Marker.
- Bezeichnung: Bezeichnung des Baudenkmales
- Beschreibung: die Beschreibung des Baudenkmales. Unter § 3 Abs. 2 NDSchG werden Einzeldenkmale und unter § 3 Abs. 3 NDSchG Gruppen baulicher Anlagen und deren Bestandteile ausgewiesen.
- ID: die Objekt-ID des Baudenkmales
- Bild: ein Bild des Baudenkmales, ggf. zusätzlich mit einem Link zu weiteren Fotos des Baudenkmals im Medienarchiv Wikimedia Commons. Wenn man auf das Kamerasymbol klickt, können Fotos zu Baudenkmalen aus dieser Liste hochgeladen werden:

Zurück zur Hauptliste

## Gut Ohlhof
| Lage                                              | Bezeichnung                      | Beschreibung                                                        | ID       | Bild |
| ------------------------------------------------- | -------------------------------- | ------------------------------------------------------------------- | -------- | ---- |
| Gut Ohlhof 4 51° 55′ 57″ N, 10° 28′ 5″ O          | Herrenhaus                       |                                                                     | 36505992 |      |
| Gut Ohlhof 4 51° 55′ 57″ N, 10° 28′ 7″ O          | Einfriedung                      |                                                                     | 36508790 |      |
| Gut Ohlhof 4 51° 55′ 56″ N, 10° 28′ 5″ O          | Torpfeiler                       |                                                                     | 36509238 |      |
| Gut Ohlhof 4a + 4d 51° 55′ 56″ N, 10° 28′ 6″ O    | Wohnhaus (Stellmacherei)         |                                                                     | 36505913 |      |
| Gut Ohlhof 4e – 4k 51° 55′ 56″ N, 10° 28′ 7″ O    | Wohnhaus (Kuhstall)              |                                                                     | 36505882 |      |
| Gut Ohlhof 5a 51° 55′ 55″ N, 10° 28′ 7″ O         | Wohnhaus                         |                                                                     | 36506025 |      |
| Gut Ohlhof 5b 51° 55′ 55″ N, 10° 28′ 7″ O         | Wohnhaus                         |                                                                     | 36506053 |      |
| Gut Ohlhof 5c 51° 55′ 55″ N, 10° 28′ 7″ O         | Wohnhaus                         |                                                                     | 36506081 |      |
| Gut Ohlhof 5d 51° 55′ 55″ N, 10° 28′ 8″ O         | Wohnhaus                         |                                                                     | 36506109 |      |
| Gut Ohlhof 6a 51° 55′ 55″ N, 10° 28′ 8″ O         | Wohnhaus                         |                                                                     | 36506136 |      |
| Gut Ohlhof 6b 51° 55′ 55″ N, 10° 28′ 9″ O         | Wohnhaus                         |                                                                     | 36506164 |      |
| Gut Ohlhof 6c 51° 55′ 56″ N, 10° 28′ 9″ O         | Wohnhaus                         |                                                                     | 36506192 |      |
| Gut Ohlhof 6d 51° 55′ 56″ N, 10° 28′ 9″ O         | Wohnhaus                         |                                                                     | 36506220 |      |
| Gut Ohlhof 6e 51° 55′ 56″ N, 10° 28′ 9″ O         | Wohnhaus                         |                                                                     | 36506248 |      |
| Gut Ohlhof 6f 51° 55′ 56″ N, 10° 28′ 10″ O        | Wohnhaus                         |                                                                     | 36506276 |      |
| Gut Ohlhof 7a 51° 55′ 56″ N, 10° 28′ 11″ O        | Wohnhaus                         |                                                                     | 36506303 |      |
| Gut Ohlhof 7b 51° 55′ 56″ N, 10° 28′ 11″ O        | Wohnhaus                         |                                                                     | 36506331 |      |
| Gut Ohlhof 7c 51° 55′ 56″ N, 10° 28′ 11″ O        | Wohnhaus                         |                                                                     | 36506359 |      |
| Gut Ohlhof 7d 51° 55′ 57″ N, 10° 28′ 11″ O        | Wohnhaus                         |                                                                     | 36506387 |      |
| Gut Ohlhof 10 51° 55′ 56″ N, 10° 28′ 9″ O         | Remise                           |                                                                     | 36505854 |      |
| Gut Ohlhof 10a – 10d 51° 55′ 57″ N, 10° 28′ 11″ O | Wohnhaus (Brauhs./Schweinestall) |                                                                     | 36505798 |      |
| Gut Ohlhof 10e – 10h 51° 55′ 57″ N, 10° 28′ 10″ O | Wohnhaus (Pferde-/Ochsenstall)   |                                                                     | 36505826 |      |
| Gut Ohlhof 26a – 26d 51° 55′ 59″ N, 10° 28′ 3″ O  | Wohnhaus (Neuer Schafstall)      |                                                                     | 36505710 |      |
| Gut Ohlhof 51° 55′ 55″ N, 10° 27′ 54″ O           | Taternbrunnen                    | Objekt ist nicht auffindbar, direkte Anwohner kennen es auch nicht. | 36505968 | BW   |

### Friedhof Gut Ohlhof
| Lage                        | Bezeichnung                         | Beschreibung                                                                                | ID       | Bild           |
| --------------------------- | ----------------------------------- | ------------------------------------------------------------------------------------------- | -------- | -------------- |
| 51° 55′ 53″ N, 10° 28′ 1″ O | Friedhof                            |                                                                                             | 36505941 | Weitere Bilder |
| 51° 55′ 53″ N, 10° 28′ 0″ O | Friedhof (Einfriedung)              |                                                                                             | 36509116 |                |
| 51° 55′ 53″ N, 10° 28′ 0″ O | Grabstätte Anton Cleve              | Es gibt von dem Grabmal nur noch einen beschädigten Säulensockel, das Kreuz fehlt gänzlich. | 36509064 |                |
| 51° 55′ 53″ N, 10° 28′ 0″ O | Grabstätte Marie Meyer              |                                                                                             | 36508934 |                |
| 51° 55′ 54″ N, 10° 28′ 0″ O | Grabstätte Schreiber                |                                                                                             | 36508908 |                |
| 51° 55′ 52″ N, 10° 28′ 1″ O | Grabstätte Schreiber und Lampe      |                                                                                             | 36509090 |                |
| 51° 55′ 53″ N, 10° 28′ 0″ O | Grabstätte August Siemens           |                                                                                             | 36508986 |                |
| 51° 55′ 53″ N, 10° 28′ 0″ O | Grabstätte Ferdinand August Siemens |                                                                                             | 36509012 |                |
| 51° 55′ 53″ N, 10° 28′ 0″ O | Grabstätte Georg Andreas Siemens    |                                                                                             | 36508960 |                |
| 51° 55′ 53″ N, 10° 28′ 0″ O | Grabstätte Stefan August Siemens    |                                                                                             | 36509038 |                |

## Hahndorf
| Lage                                               | Bezeichnung                                 | Beschreibung | ID       | Bild           |
| -------------------------------------------------- | ------------------------------------------- | --- | -------- | -------------- |
| Grubenweg 1 51° 57′ 27″ N, 10° 26′ 4″ O            | ehem. „Gasthaus Zur Eiche“                  | | 36505342 | Weitere Bilder |
| Försterbergstraße 51° 57′ 20″ N, 10° 26′ 9″ O      | Friedhof Hahndorf (Kapelle)                 | Die alte Kapelle auf dem Hahndorfer Friedhof wird als Abstellraum genutzt. Trauerfeiern finden in der Regel in der Hahndorfer Kirche statt. | 36505210 | Weitere Bilder |
| Försterbergstraße 51° 57′ 20″ N, 10° 26′ 9″ O      | Friedhof Hahndorf (Grab Miehe)              | Laut Auskunft der Kirchengemeinde Hahndorf wurde das Grabmal Miehe vor vielen Jahren wegen Baufälligkeit entfernt.                          | 36508386 | BW             |
| Försterbergstraße 51° 57′ 20″ N, 10° 26′ 9″ O      | Friedhof Hahndorf (Grab Miehe (Einfassung)) | Laut Auskunft der Kirchengemeinde Hahndorf wurde die Einfassung vom Grabmal Miehe vor vielen Jahren wegen Baufälligkeit entfernt.           | 36508861 | BW             |
| Jerstedter Straße 51° 57′ 23″ N, 10° 26′ 1″ O      | Kriegerdenkmal                              | | 36505319 | Weitere Bilder |
| Jerstedter Straße 9 51° 57′ 27″ N, 10° 26′ 1″ O    | Wohnhaus                                    | | 36505237 | Weitere Bilder |
| Jerstedter Straße 51° 57′ 27″ N, 10° 25′ 55″ O     | St.-Kilians-Kirche                          | | 36506633 | Weitere Bilder |
| Jerstedter Straße 13 51° 57′ 28″ N, 10° 25′ 54″ O  | Wohnhaus                                    | | 36505292 | Weitere Bilder |
| Jerstedter Straße 13a 51° 57′ 27″ N, 10° 25′ 56″ O | ehem. Scheune, heute Wohn-/ Geschäftshaus   | | 36506663 | Weitere Bilder |
| Paterhof 3 – 5 51° 57′ 20″ N, 10° 25′ 53″ O        | Wohnhaus                                    | | 36505368 | Weitere Bilder |
| Paterhof 6 51° 57′ 23″ N, 10° 25′ 52″ O            | Vorwerk Paterhof (Wohnhaus)                 | | 36506537 | Weitere Bilder |
| Paterhof 6 51° 57′ 21″ N, 10° 25′ 54″ O            | Vorwerk Paterhof (Scheune)                  | | 36506569 | Weitere Bilder |

## Hahnenklee/Bockswiese
| Lage                                                          | Bezeichnung                       | Beschreibung | ID       | Bild           |
| ------------------------------------------------------------- | --------------------------------- | ------------ | -------- | -------------- |
| (Bockswiese) Birkenweg 11 51° 51′ 4″ N, 10° 19′ 58″ O         | Wohnhaus                          |              | 36504930 | BW             |
| Hedwigstraße 10 51° 51′ 45″ N, 10° 20′ 16″ O                  | Haus Apt                          |              | 36506722 | BW             |
| Hedwigstraße 14 51° 51′ 44″ N, 10° 20′ 12″ O                  | Haus Kruse                        |              | 36506752 | BW             |
| Hindenburgstraße 51° 51′ 40″ N, 10° 20′ 19″ O                 | Glockenturm                       |              | 36506833 | BW             |
| Hindenburgstraße 1 51° 51′ 39″ N, 10° 20′ 24″ O               | Wohn-/ Geschäftshaus              |              | 36506807 | BW             |
| Hindenburgplatz 7 51° 51′ 39″ N, 10° 20′ 16″ O                | Tischlerwerkstatt Schrader        |              | 36506955 | BW             |
| Lautenthaler Straße 1 51° 51′ 40″ N, 10° 20′ 15″ O            | Wohnhaus                          |              | 36506858 | BW             |
| Lautenthaler Straße 16 51° 51′ 38″ N, 10° 20′ 11″ O           | Tennis- und Golfclubhaus          |              | 36506881 | BW             |
| Oberförster-Hermann-Müller-Weg 2 51° 51′ 44″ N, 10° 20′ 35″ O | Haus Kaddatz                      |              | 36506906 | BW             |
| Oberförster-Hermann-Müller-Weg 2 51° 51′ 44″ N, 10° 20′ 35″ O | Haus Kaddatz (Gartengrundstück)   |              | 45792706 | BW             |
| Parkstraße 17 51° 51′ 46″ N, 10° 20′ 17″ O                    | Haus Schäper                      |              | 40303657 | BW             |
| Professor-Mohrmann-Weg 51° 51′ 25″ N, 10° 20′ 26″ O           | Gustav-Adolf-Kirche               |              | 36507006 | Weitere Bilder |
| Professor-Mohrmann-Weg 51° 51′ 25″ N, 10° 20′ 24″ O           | Gustav-Adolf-Kirche (Kirchgarten) |              | 36508636 | BW             |
| Rathausstraße 5 51° 51′ 31″ N, 10° 20′ 25″ O                  | ehem. Postamt                     |              | 36508060 | BW             |
| Rathausstraße 16 51° 51′ 39″ N, 10° 20′ 28″ O                 | ehem. Rathaus Hahnenklee          |              | 36507061 | Weitere Bilder |
| Rathausstraße 23 51° 51′ 40″ N, 10° 20′ 27″ O                 | Wohn-/ Geschäftshaus              |              | 36506487 | BW             |
| (Bockswiese) Wiesenstraße 14 51° 51′ 1″ N, 10° 20′ 4″ O       | Wohn-/ Wirtschaftsgebäude         |              | 36504956 | BW             |

## Immenrode
| Lage                                                | Bezeichnung                      | Beschreibung | ID       | Bild           |
| --------------------------------------------------- | -------------------------------- | ------------ | -------- | -------------- |
| Brunnenweg 2 51° 57′ 32″ N, 10° 29′ 11″ O           | Wohn-/ Wirtschaftsgebäude        |              | 37750207 | Weitere Bilder |
| Brunnenweg 12 51° 57′ 36″ N, 10° 29′ 3″ O           | St. Cosmas und Damian (Kirche)   |              | 37750230 | Weitere Bilder |
| Brunnenweg 12 51° 57′ 36″ N, 10° 29′ 5″ O           | St. Cosmas und Damian (Kirchhof) |              | 37750255 |                |
| Harlingeröder Straße 15 51° 57′ 29″ N, 10° 29′ 7″ O | Wohnhaus                         |              | 37750323 |                |
| Harlingeröder Straße 15 51° 57′ 29″ N, 10° 29′ 8″ O | nördl. Wirtschaftsflügel         |              | 37750368 | Weitere Bilder |
| Harlingeröder Straße 15 51° 57′ 28″ N, 10° 29′ 8″ O | südl. Wirtschaftsflügel          |              | 37750345 | Weitere Bilder |
| Harlingeröder Straße 25 51° 57′ 34″ N, 10° 29′ 3″ O | Wohnhaus                         |              | 37750413 | Weitere Bilder |
| Kirchteichgasse 2 51° 57′ 33″ N, 10° 29′ 3″ O       | Wohnhaus                         |              | 37750439 |                |
| Lehmgrubenstraße 4 51° 57′ 32″ N, 10° 29′ 13″ O     | Wohn-/ Wirtschaftsgebäude        |              | 37749659 | Weitere Bilder |
| Lehmgrubenstraße 4 51° 57′ 31″ N, 10° 29′ 15″ O     | Wirtschaftsgebäude               |              | 37749683 | Weitere Bilder |
| Vienenburger Straße 5 51° 57′ 31″ N, 10° 29′ 0″ O   | Vorwerk Immenrode                |              | 37755714 |                |
| Vienenburger Straße 9 51° 57′ 35″ N, 10° 29′ 5″ O   | Pfarrhaus                        |              | 37749781 | Weitere Bilder |
| Vienenburger Straße 51° 57′ 34″ N, 10° 29′ 5″ O     | Kriegerdenkmal                   |              | 37749853 | Weitere Bilder |
| Vienenburger Straße 9 51° 57′ 35″ N, 10° 29′ 5″ O   | Gemeindehaus                     |              | 37749805 |                |
| Vienenburger Straße 16 51° 57′ 28″ N, 10° 29′ 1″ O  | Wohnhaus                         |              | 37749830 | Weitere Bilder |

## Jerstedt
| Lage                                                | Bezeichnung               | Beschreibung         | ID       | Bild           |
| --------------------------------------------------- | ------------------------- | -------------------- | -------- | -------------- |
| Am Oberen Dorfbach 8 51° 57′ 4″ N, 10° 23′ 6″ O     | Wohnhaus                  |                      | 36508210 |                |
| Am Oberen Dorfbach 10 51° 57′ 3″ N, 10° 23′ 5″ O    | Wohnhaus                  |                      | 36507087 | Weitere Bilder |
| Am Oberen Dorfbach 10 51° 57′ 3″ N, 10° 23′ 4″ O    | Scheune                   |                      | 36507115 | Weitere Bilder |
| Am Oberen Dorfbach 11 51° 57′ 0″ N, 10° 23′ 2″ O    | Wohn-/ Wirtschaftsgebäude |                      | 36508109 |                |
| Am Oberen Dorfbach 11 51° 57′ 0″ N, 10° 23′ 1″ O    | Wohnhaus                  |                      | 36508134 |                |
| Am Oberen Dorfbach 11 51° 57′ 0″ N, 10° 23′ 4″ O    | Wirtschaftsgebäude        |                      | 36508159 | Weitere Bilder |
| Am Unteren Dorfbach 1 51° 57′ 4″ N, 10° 22′ 56″ O   | Wohn-/ Wirtschaftsgebäude |                      | 36507192 | Weitere Bilder |
| Am Unteren Dorfbach 3 51° 57′ 5″ N, 10° 22′ 52″ O   | Wohn-/ Wirtschaftsgebäude |                      | 36507218 | Weitere Bilder |
| Am Unteren Dorfbach 3 51° 57′ 4″ N, 10° 22′ 52″ O   | Scheune                   |                      | 36507248 | Weitere Bilder |
| Auf dem Berge 20 51° 57′ 8″ N, 10° 23′ 13″ O        | Wohnhaus                  |                      | 36507439 | Weitere Bilder |
| Auf dem Berge 28 51° 57′ 8″ N, 10° 23′ 11″ O        | Wohnhaus                  |                      | 36507464 | Weitere Bilder |
| Auf dem Berge 36 51° 57′ 8″ N, 10° 23′ 6″ O         | Wohnhaus                  |                      | 36507516 | Weitere Bilder |
| Auf dem Berge 55 51° 57′ 11″ N, 10° 22′ 50″ O       | Wohnhaus                  |                      | 36507541 | Weitere Bilder |
| Bielsteinstraße 3 51° 57′ 0″ N, 10° 22′ 51″ O       | Wohnhaus                  |                      | 36507589 | Weitere Bilder |
| Bielsteinstraße 3 51° 57′ 1″ N, 10° 22′ 52″ O       | Scheune                   |                      | 36507619 | Weitere Bilder |
| Hohe Warte 2 51° 57′ 10″ N, 10° 22′ 54″ O           | Wohn-/ Wirtschaftsgebäude |                      | 36507564 | Weitere Bilder |
| Hohe Warte 3 51° 57′ 8″ N, 10° 22′ 57″ O            | Lehrerwohnhaus            | ehem. Lehrerwohnhaus | 38988817 | Weitere Bilder |
| Kirchstraße 1 / 3 51° 57′ 7″ N, 10° 23′ 0″ O        | Wohn-/ Wirtschaftsgebäude |                      | 36507802 |                |
| Kirchstraße 2 51° 57′ 8″ N, 10° 23′ 0″ O            | Schule                    |                      | 36507746 | Weitere Bilder |
| Kirchstraße 2 51° 57′ 8″ N, 10° 22′ 59″ O           | Wohnhaus                  |                      | 36507775 | Weitere Bilder |
| Kirchstraße 4 51° 57′ 8″ N, 10° 22′ 58″ O           | Schule                    |                      | 36507834 | Weitere Bilder |
| Kirchstraße 5 51° 57′ 6″ N, 10° 22′ 59″ O           | Wohn-/ Wirtschaftsgebäude | Pfarramt             | 36507863 |                |
| Kirchstraße 6 51° 57′ 7″ N, 10° 22′ 58″ O           | St. Lukas (Kirche)        |                      | 36507894 | Weitere Bilder |
| Kirchstraße 6 51° 57′ 7″ N, 10° 22′ 58″ O           | St. Lukas (Kirchhof)      |                      | 36507927 | Weitere Bilder |
| Kirchstraße 6 51° 57′ 6″ N, 10° 22′ 57″ O           | St. Lukas (Gedenkstein)   |                      | 36508714 | Weitere Bilder |
| Langelsheimer Straße 9 51° 57′ 6″ N, 10° 23′ 8″ O   | Wohnhaus                  |                      | 36547181 | Weitere Bilder |
| Langelsheimer Straße 9 51° 57′ 6″ N, 10° 23′ 9″ O   | Scheune                   |                      | 36547619 | Weitere Bilder |
| Langelsheimer Straße 10 51° 57′ 5″ N, 10° 23′ 2″ O  | Wohnhaus                  |                      | 39691083 |                |
| Langelsheimer Straße 10 51° 57′ 5″ N, 10° 23′ 2″ O  | Scheune                   |                      | 39691193 |                |
| Langelsheimer Straße 12 51° 57′ 6″ N, 10° 23′ 1″ O  | Wohnhaus                  |                      | 36507953 |                |
| Langelsheimer Straße 13 51° 57′ 4″ N, 10° 23′ 6″ O  | Wohnhaus                  |                      | 36508184 | Weitere Bilder |
| Langelsheimer Straße 21 51° 57′ 4″ N, 10° 22′ 52″ O | Wohn-/ Wirtschaftsgebäude |                      | 36507979 | Weitere Bilder |
| Langelsheimer Straße 21 51° 57′ 3″ N, 10° 22′ 52″ O | Scheune                   |                      | 36508009 | Weitere Bilder |
| Langelsheimer Straße 21 51° 57′ 3″ N, 10° 22′ 53″ O | Einfriedung               |                      | 36508037 |                |
| Langelsheimer Straße 22 51° 57′ 5″ N, 10° 22′ 43″ O | Wohn-/ Wirtschaftsgebäude |                      | 36507304 | Weitere Bilder |
| Langelsheimer Straße 22 51° 57′ 4″ N, 10° 22′ 42″ O | Wirtschaftsgebäude        |                      | 36507331 | Weitere Bilder |
| Langelsheimer Straße 22 51° 57′ 4″ N, 10° 22′ 43″ O | Scheune                   |                      | 36507358 | Weitere Bilder |

## Jürgenohl
| Lage                                                     | Bezeichnung                               | Beschreibung | ID       | Bild           |
| -------------------------------------------------------- | ----------------------------------------- | --- | -------- | -------------- |
| Am Keil 3 51° 56′ 0″ N, 10° 26′ 15″ O                    | Garagen, Geb. 66                          | | 36611485 | Weitere Bilder |
| Am Keil 5 51° 55′ 59″ N, 10° 26′ 17″ O                   | Garagen, Geb. 65                          | | 36611460 | Weitere Bilder |
| Am Keil 5 51° 55′ 58″ N, 10° 26′ 19″ O                   | Kfz-Instandsetzung, Geb. 64               | | 36611436 | Weitere Bilder |
| An der Holzweide 4 51° 56′ 0″ N, 10° 26′ 30″ O           | Offizierswohnhaus, Geb. 16                | | 36611175 | Weitere Bilder |
| Brunnenkamp 7 51° 55′ 48″ N, 10° 26′ 25″ O               | Kommandeurswhs., Geb. 6                   | | 36610896 | Weitere Bilder |
| Brunnenkamp 11 51° 55′ 52″ N, 10° 26′ 26″ O              | Ostwache, Geb. 8                          | | 36611000 | Weitere Bilder |
| Försterkamp 5 51° 55′ 55″ N, 10° 26′ 36″ O               | Offizierswohnhaus, Geb. 13                | | 36611100 | Weitere Bilder |
| Försterkamp 10 51° 55′ 56″ N, 10° 26′ 34″ O              | Offizierswohnhaus, Geb. 14                | | 36611125 | Weitere Bilder |
| Franzosenhai 51° 55′ 45″ N, 10° 25′ 30″ O                | Unterstand (Militär)                      | Ist nur noch eine Ruine, kein Zugang zum Objekt. Wird aber noch im Denkmalatlas Niedersachsen aufgeführt.                                                     | 36612169 |                |
| Franzosenhai 1, 3, 6 A, 6 B 51° 55′ 49″ N, 10° 25′ 40″ O | Flugzeughangar, Geb. 47                   | Der gesamte Gebäudekomplex des ehem. Flugzeughangars (Gebäude 47) wurde unterteilt. 1 + 3 gehören zu der Straße „Franzosenhai“, 6A + 6B zu „Im Fliegerhorst“. | 36612113 | Weitere Bilder |
| Franzosenhai 6 51° 55′ 46″ N, 10° 25′ 37″ O              | Flugzeughangar, Geb. 48                   | | 36612196 | Weitere Bilder |
| Hopfenkamp 1 51° 55′ 53″ N, 10° 26′ 28″ O                | Ehrenmal von 1962                         | Das Ehrenmal wurde umgesetzt und befindet sich auf dem Städtischen Friedhof (Alter Friedhof) Goslar                                                           | 36610972 | BW             |
| Hopfenkamp 12 51° 55′ 52″ N, 10° 26′ 29″ O               | Ostwache, Geb. 7                          | | 36610922 | Weitere Bilder |
| Hopfenkamp 13a 51° 55′ 58″ N, 10° 26′ 32″ O              | Offizierswohnhaus, Geb. 15                | | 36611150 | Weitere Bilder |
| Hopfenkamp 21 51° 55′ 53″ N, 10° 26′ 31″ O               | Offizierswohnhaus, Geb. 11                | | 36611050 | Weitere Bilder |
| Hopfenkamp 20 51° 55′ 54″ N, 10° 26′ 33″ O               | Offizierswohnhaus, Geb. 12                | | 36611075 | Weitere Bilder |
| Im Fliegerhorst 51° 55′ 52″ N, 10° 26′ 25″ O             | Brücke                                    | | 36611025 | Weitere Bilder |
| Im Fliegerhorst 8 51° 55′ 51″ N, 10° 25′ 49″ O           | Flugzeughangar                            | | 36612223 | Weitere Bilder |
| Im Fliegerhorst 1 51° 55′ 57″ N, 10° 25′ 39″ O           | Kompaniegebäude, Geb. 82                  | | 36611941 | Weitere Bilder |
| Im Fliegerhorst 2 51° 55′ 50″ N, 10° 25′ 29″ O           | Flugzeughangar, Geb. 55                   | | 36612141 | Weitere Bilder |
| Im Fliegerhorst 7 51° 55′ 54″ N, 10° 25′ 44″ O           | Motorenprüfstand, Geb. 27                 | | 36612040 | Weitere Bilder |
| Im Fliegerhorst 10 51° 55′ 50″ N, 10° 26′ 5″ O           | Kontrollgebäude, Geb. 44, (Standortverw.) | | 36611283 | Weitere Bilder |
| Im Fliegerhorst 11 51° 55′ 54″ N, 10° 25′ 54″ O          | Standortverw, Geb. 25,                    | | 36611992 | Weitere Bilder |
| Im Fliegerhorst 12 51° 55′ 51″ N, 10° 26′ 12″ O          | Flugzeughangar, Geb. 43                   | | 36611256 | Weitere Bilder |
| Im Fliegerhorst 17a 51° 55′ 54″ N, 10° 26′ 14″ O         | Garagenhof I, Geb. 20                     | | 36611386 | Weitere Bilder |
| Im Fliegerhorst 17b 51° 55′ 53″ N, 10° 26′ 17″ O         | Garagenhof I, Geb. 19                     | | 36611411 | Weitere Bilder |
| Im Fliegerhorst 17c 51° 55′ 54″ N, 10° 26′ 17″ O         | Garagenhof I, Geb. 22                     | | 36611336 | Weitere Bilder |
| Im Fliegerhorst 17d 51° 55′ 56″ N, 10° 26′ 18″ O         | Garagenhof I, Geb. 23                     | | 36611361 | Weitere Bilder |
| Im Fliegerhorst 17e 51° 55′ 54″ N, 10° 26′ 20″ O         | Garagenhof I, Geb. 21                     | | 36611311 | Weitere Bilder |
| Im Fliegerhorst 19 51° 55′ 55″ N, 10° 26′ 23″ O          | Stabsgebäude, Geb. 17                     | | 36611228 | Weitere Bilder |
| Mittelkamp 1 a–e 51° 55′ 55″ N, 10° 25′ 59″ O            | Kompaniegebäude, Geb. 58                  | | 36611609 | Weitere Bilder |
| Mittelkamp 3 a–c 51° 55′ 58″ N, 10° 26′ 2″ O             | Kompaniegebäude, Geb. 59                  | | 36611584 | Weitere Bilder |
| Mittelkamp 5 a–c 51° 55′ 58″ N, 10° 26′ 8″ O             | Kompaniegebäude, Geb. 62                  | | 36611534 | Weitere Bilder |
| Mittelkamp 7 a–c 51° 55′ 55″ N, 10° 26′ 11″ O            | Kompaniegebäude, Geb. 64                  | | 36611559 | Weitere Bilder |
| Mühlenbreite 4 51° 55′ 49″ N, 10° 26′ 31″ O              | Wohnhaus                                  | | 36610493 |                |
| Mühlenbreite 6 51° 55′ 50″ N, 10° 26′ 31″ O              | Wohnhaus                                  | | 36610517 |                |
| Mühlenbreite 8 51° 55′ 51″ N, 10° 26′ 33″ O              | Wohnhaus                                  | | 36610541 |                |
| Mühlenbreite 10 51° 55′ 51″ N, 10° 26′ 33″ O             | Wohnhaus                                  | | 36610565 |                |
| Stieglitzring 1 + 3 51° 56′ 1″ N, 10° 25′ 39″ O          | Kompaniegebäude, Geb. 83                  | | 36611916 | Weitere Bilder |
| Walter-Krämer-Straße 5 51° 55′ 59″ N, 10° 25′ 45″ O      | Küche I, Geb. 85                          | | 36611891 | Weitere Bilder |
| Walter-Krämer-Straße 6 51° 55′ 55″ N, 10° 25′ 49″ O      | Heizwerk, Geb. 80                         | | 36611967 | Weitere Bilder |
| Walter-Krämer-Straße 10 51° 55′ 56″ N, 10° 25′ 55″ O     | Krankenrevier, Geb. 60                    | | 36611839 | Weitere Bilder |
| Walter-Krämer-Straße 11 51° 56′ 5″ N, 10° 25′ 59″ O      | Garagenhof II, Geb. 76                    | | 36611688 | Weitere Bilder |
| Walter-Krämer-Straße 12 51° 55′ 59″ N, 10° 25′ 58″ O     | Unteroffiziersheim, Geb. 72               | KiTa | 36611763 | Weitere Bilder |
| Walter-Krämer-Straße 13 51° 56′ 2″ N, 10° 25′ 57″ O      | Garagenhof II, Geb. 74                    | | 36611738 | Weitere Bilder |
| Walter-Krämer-Straße 15 51° 56′ 3″ N, 10° 26′ 0″ O       | Garagenhof II, Geb. 73                    | | 36611713 | Weitere Bilder |
| Walter-Krämer-Straße 15a 51° 56′ 1″ N, 10° 25′ 58″ O     | Garagenhof II, Geb. 75                    | Garagenhof II mit Tankstelle gibt es nicht mehr, wurde überbaut.                                                                                              | 36611814 | BW             |
| Walter-Krämer-Straße 17 a – g 51° 56′ 1″ N, 10° 26′ 5″ O | Kompaniegebäude, Geb. 71                  | | 36611663 | Weitere Bilder |

### Gut Grauhof
| Lage                                       | Bezeichnung                   | Beschreibung                                                       | ID       | Bild           |
| ------------------------------------------ | ----------------------------- | ------------------------------------------------------------------ | -------- | -------------- |
| Gut Grauhof 51° 56′ 16″ N, 10° 26′ 49″ O   | Lagergebäude                  |                                                                    | 36505456 | Weitere Bilder |
| Gut Grauhof 51° 56′ 19″ N, 10° 26′ 56″ O   | Stallflügel                   |                                                                    | 36505427 | Weitere Bilder |
| Gut Grauhof 14 51° 56′ 19″ N, 10° 27′ 1″ O | ehem. Pächterhaus Kl. Grauhof |                                                                    | 36505654 | Weitere Bilder |
| Gut Grauhof 51° 56′ 16″ N, 10° 26′ 51″ O   | Klostermauer                  |                                                                    | 36508660 |                |
| Gut Grauhof 51° 56′ 16″ N, 10° 26′ 53″ O   | Klosterkirche                 | Katholische Kirche, ehemals Stiftskirche der Augustiner-Chorherren | 36505395 | Weitere Bilder |
| Gut Grauhof 2 51° 56′ 15″ N, 10° 26′ 55″ O | Konventsgebäude               |                                                                    | 36505623 |                |
| Gut Grauhof 51° 56′ 9″ N, 10° 26′ 51″ O    | Friedhof                      |                                                                    | 36505490 | Weitere Bilder |
| Gut Grauhof 51° 56′ 10″ N, 10° 26′ 50″ O   | Friedhof (Einfriedung)        |                                                                    | 36508741 | Weitere Bilder |
| Gut Grauhof 51° 56′ 23″ N, 10° 26′ 54″ O   | Gartenteich                   |                                                                    | 36505523 | Weitere Bilder |
| Gut Grauhof 51° 56′ 38″ N, 10° 26′ 49″ O   | Mühlenteich                   |                                                                    | 36505550 |                |
| Gut Grauhof 51° 56′ 36″ N, 10° 26′ 41″ O   | Pfahlteich                    |                                                                    | 36505575 |                |
| Gut Grauhof 51° 56′ 36″ N, 10° 26′ 28″ O   | Waldteich                     |                                                                    | 36505599 |                |

### Gut Riechenberg
| Lage                                           | Bezeichnung                         | Beschreibung | ID       | Bild           |
| ---------------------------------------------- | ----------------------------------- | --- | -------- | -------------- |
| Gut Riechenberg 51° 55′ 33″ N, 10° 24′ 13″ O   | Wohn-/ Wirtschaftsgebäude           | | 36623802 | Weitere Bilder |
| Gut Riechenberg 51° 55′ 31″ N, 10° 24′ 5″ O    | Wirtschaftsgebäude                  | | 36623743 | Weitere Bilder |
| Gut Riechenberg 51° 55′ 24″ N, 10° 24′ 3″ O    | Einfriedung                         | | 36623716 | Weitere Bilder |
| Gut Riechenberg 51° 55′ 28″ N, 10° 24′ 6″ O    | Hof                                 | | 36626930 |                |
| Gut Riechenberg 51° 55′ 28″ N, 10° 24′ 6″ O    | Allee                               | | 36627214 |                |
| Gut Riechenberg 51° 55′ 29″ N, 10° 24′ 10″ O   | Torbau                              | | 36626192 | Weitere Bilder |
| Gut Riechenberg 51° 55′ 26″ N, 10° 24′ 6″ O    | Wagenschauer                        | | 36623896 | BW             |
| Gut Riechenberg 51° 55′ 26″ N, 10° 24′ 4″ O    | Wagenschauer                        | | 36623865 |                |
| Gut Riechenberg 51° 55′ 25″ N, 10° 24′ 1″ O    | Ruine der Klosterkirche (Krypta)    | | 36626436 |                |
| Gut Riechenberg 51° 55′ 26″ N, 10° 23′ 59″ O   | Ruine der Klosterkirche             | Weiterführende Informationen zum Kloster Riechenberg bei Goslar, siehe hier                                                                            | 36623592 | Weitere Bilder |
| Gut Riechenberg 4 51° 55′ 24″ N, 10° 23′ 59″ O | ehem. Gärtnerhaus                   | | 36625307 | Weitere Bilder |
| Gut Riechenberg 3 51° 55′ 27″ N, 10° 23′ 58″ O | Tagelöhnerhaus                      | | 36623655 | Weitere Bilder |
| Gut Riechenberg 51° 55′ 26″ N, 10° 23′ 55″ O   | Kleinviehstall                      | | 36626645 | Weitere Bilder |
| Gut Riechenberg 2 51° 55′ 26″ N, 10° 23′ 54″ O | Pförtnerhaus                        | | 36623774 | Weitere Bilder |
| Gut Riechenberg 1 51° 55′ 27″ N, 10° 24′ 1″ O  | ehem. Propstei (Verwaltungsgebäude) | | 36623623 | Weitere Bilder |
| Gut Riechenberg 51° 55′ 36″ N, 10° 23′ 59″ O   | Mühlenteich                         | | 36623832 | Weitere Bilder |
| Gut Riechenberg 51° 55′ 39″ N, 10° 23′ 58″ O   | Mühlenruine                         | Baudenkmal ist völlig überwuchert, es sind nur noch wenige Steine vorhanden. Es gibt keinen Zugang zum Objekt, Betreten des Grundstückes ist verboten. | 36626409 | BW             |

## Lengde
| Lage                                        | Bezeichnung               | Beschreibung                           | ID       | Bild           |
| ------------------------------------------- | ------------------------- | -------------------------------------- | -------- | -------------- |
| Beuchter Weg 1 51° 58′ 55″ N, 10° 33′ 11″ O | Wohnhaus                  |                                        | 37749897 |                |
| Beuchter Weg 1 51° 58′ 54″ N, 10° 33′ 12″ O | Wirtschaftsgebäude        |                                        | 37749921 |                |
| Hauptstraße 9 51° 58′ 57″ N, 10° 33′ 9″ O   | Wohnhaus                  |                                        | 37749995 | Weitere Bilder |
| Hauptstraße 11 51° 58′ 57″ N, 10° 33′ 11″ O | Wirtschaftsgebäude        | ehem. Alte Schule, heute Mehrzweckhaus | 37750595 | Weitere Bilder |
| Hauptstraße 12 51° 58′ 54″ N, 10° 33′ 12″ O | Nebengebäude              |                                        | 37750543 | Weitere Bilder |
| Hauptstraße 13 51° 58′ 58″ N, 10° 33′ 8″ O  | Wohnhaus                  |                                        | 37750621 | Weitere Bilder |
| Hauptstraße 13 51° 58′ 57″ N, 10° 33′ 8″ O  | Torgebäude                |                                        | 37750671 |                |
| Hauptstraße 13 51° 58′ 58″ N, 10° 33′ 6″ O  | Wirtschaftsgebäude        |                                        | 37750647 | Weitere Bilder |
| Hauptstraße 15 51° 58′ 59″ N, 10° 33′ 9″ O  | Wohnhaus                  |                                        | 37750698 |                |
| Hauptstraße 15 51° 58′ 59″ N, 10° 33′ 8″ O  | Wirtschaftsgebäude        |                                        | 37750748 | Weitere Bilder |
| Hauptstraße 15 51° 58′ 59″ N, 10° 33′ 7″ O  | Scheune                   | Der Rest vom Baudenkmal                | 37750724 | Weitere Bilder |
| Im Bache 22 51° 58′ 49″ N, 10° 33′ 10″ O    | Wohn-/ Wirtschaftsgebäude |                                        | 37750774 | Weitere Bilder |
| Worthstraße 51° 58′ 59″ N, 10° 33′ 14″ O    | Kirche                    |                                        | 37750798 | Weitere Bilder |
| Worthstraße 51° 58′ 58″ N, 10° 33′ 13″ O    | Kirchhof                  |                                        | 37750848 |                |
| Worthstraße 51° 58′ 58″ N, 10° 33′ 12″ O    | Kriegerdenkmal            |                                        | 37750824 | Weitere Bilder |
| Worthstraße 1 51° 58′ 59″ N, 10° 33′ 11″ O  | Pfarrhaus                 |                                        | 37750871 |                |
| Zehntstraße 51° 58′ 52″ N, 10° 33′ 19″ O    | Zehntscheune              |                                        | 37750895 | Weitere Bilder |
| Zehntstraße 51° 58′ 55″ N, 10° 33′ 17″ O    | Zehntscheune              |                                        | 37750920 | Weitere Bilder |

## Lochtum
| Lage                                           | Bezeichnung               | Beschreibung | ID       | Bild           |
| ---------------------------------------------- | ------------------------- | ------------ | -------- | -------------- |
| Adalbertstraße 51° 55′ 48″ N, 10° 35′ 53″ O    | St. Maria (Kirche)        |              | 37750969 | Weitere Bilder |
| Adalbertstraße 51° 55′ 48″ N, 10° 35′ 54″ O    | St. Maria (Kirchhof)      |              | 37751062 | BW             |
| Adalbertstraße 12 51° 55′ 45″ N, 10° 35′ 55″ O | Wohnhaus                  |              | 37751108 | BW             |
| Am Sportplatz 14 51° 55′ 41″ N, 10° 35′ 46″ O  | Wohnhaus                  |              | 37751132 | BW             |
| An der Schamlah 6 51° 55′ 47″ N, 10° 35′ 36″ O | Wohnhaus                  |              | 37751155 | BW             |
| An der Schamlah 6 51° 55′ 47″ N, 10° 35′ 35″ O | Stall                     |              | 37751183 | BW             |
| An der Schamlah 6 51° 55′ 47″ N, 10° 35′ 36″ O | Backhaus                  |              | 37755850 | BW             |
| An der Schamlah 7 51° 55′ 48″ N, 10° 35′ 35″ O | Wohnhaus                  |              | 37751209 | BW             |
| Bossestraße 11 51° 55′ 48″ N, 10° 35′ 58″ O    | Wohn-/ Wirtschaftsgebäude |              | 37751235 | BW             |
| Kalter Brunnen 9 51° 55′ 56″ N, 10° 35′ 48″ O  | Wohnhaus                  |              | 37751258 | BW             |

## Oker
| Lage                                                  | Bezeichnung                             | Beschreibung | ID       | Bild           |
| ----------------------------------------------------- | --------------------------------------- | --- | -------- | -------------- |
| Am Hüttenberg 17 51° 54′ 2″ N, 10° 29′ 13″ O          | Wohnhaus                                | | 36441631 |                |
| Am Hüttenberg 17 51° 54′ 2″ N, 10° 29′ 13″ O          | Anbau (Gebäudeteil)                     | | 36445437 |                |
| Am Hüttenberg 18 51° 54′ 2″ N, 10° 29′ 13″ O          | Wohnhaus                                | | 36441656 | Weitere Bilder |
| Am Hüttenberg 18 51° 54′ 3″ N, 10° 29′ 13″ O          | Nebengebäude                            | | 36445934 |                |
| Am Hüttenberg 18 51° 54′ 3″ N, 10° 29′ 13″ O          | Vorgarten                               | | 36444784 |                |
| Am Okerufer 1 51° 54′ 3″ N, 10° 28′ 58″ O             | Wohnhaus                                | | 36441681 | Weitere Bilder |
| Am Okerufer 2 51° 54′ 4″ N, 10° 28′ 58″ O             | Wohnhaus                                | | 36441708 | Weitere Bilder |
| Am Okerufer 3 / 4 51° 54′ 4″ N, 10° 28′ 58″ O         | Wohnhaus                                | | 36441735 | Weitere Bilder |
| Am Okerufer 7 51° 54′ 6″ N, 10° 28′ 59″ O             | Wohnhaus                                | Wohnhaus existiert schon lange nicht mehr, heute Parkplätze.                                                                      | 36441762 | BW             |
| Am Pfennigsteich 4 51° 53′ 6″ N, 10° 28′ 33″ O        | Wohnhaus                                | | 36444195 | Weitere Bilder |
| Am Pfennigsteich 4 51° 53′ 7″ N, 10° 28′ 32″ O        | Einfriedung                             | | 36445301 |                |
| Am Stadtpark 12 51° 53′ 56″ N, 10° 28′ 47″ O          | Wohnhaus                                | | 36441845 | Weitere Bilder |
| Am Stadtpark 12 51° 53′ 56″ N, 10° 28′ 47″ O          | Nebengebäude                            | | 36445720 | BW             |
| Am Stadtpark 12 51° 53′ 56″ N, 10° 28′ 48″ O          | Vorgarten                               | | 36444570 |                |
| Am Stadtpark 13 51° 53′ 53″ N, 10° 28′ 48″ O          | Pfarrhaus, luth.                        | | 36441874 | Weitere Bilder |
| Am Stadtpark 13 51° 53′ 54″ N, 10° 28′ 49″ O          | Nebengebäude                            | | 36445065 |                |
| Am Stadtpark 13 51° 53′ 53″ N, 10° 28′ 48″ O          | Vorgarten                               | | 36445646 | BW             |
| Am Stadtpark 14 51° 53′ 56″ N, 10° 28′ 47″ O          | Wohnhaus                                | | 36441928 | Weitere Bilder |
| Am Stadtpark 14 51° 53′ 56″ N, 10° 28′ 48″ O          | Einfriedung                             | | 36445528 |                |
| Am Stadtpark 14 51° 53′ 56″ N, 10° 28′ 48″ O          | Vorgarten                               | | 36444760 |                |
| Am Stadtpark 16 51° 53′ 55″ N, 10° 28′ 47″ O          | Wohnhaus                                | | 36441956 | Weitere Bilder |
| Am Stadtpark 16 51° 53′ 55″ N, 10° 28′ 46″ O          | Nebengebäude                            | | 36445767 |                |
| Am Stadtpark 16 51° 53′ 55″ N, 10° 28′ 47″ O          | Vorgarten                               | | 36444616 |                |
| Am Stadtpark 18 51° 53′ 55″ N, 10° 28′ 47″ O          | Wohnhaus                                | | 36441984 | Weitere Bilder |
| Am Stadtpark 18 51° 53′ 55″ N, 10° 28′ 46″ O          | Nebengebäude                            | | 36445672 |                |
| Am Stadtpark 18 51° 53′ 54″ N, 10° 28′ 47″ O          | Vorgarten                               | | 36444522 |                |
| Am Stadtpark 20 51° 53′ 54″ N, 10° 28′ 47″ O          | Wohnhaus                                | | 36442012 | Weitere Bilder |
| Am Stadtpark 20 51° 53′ 54″ N, 10° 28′ 46″ O          | Anbau                                   | | 36445981 | BW             |
| Am Stadtpark 20 51° 53′ 54″ N, 10° 28′ 47″ O          | Einfriedung                             | | 36445955 |                |
| Am Stadtpark 20 51° 53′ 54″ N, 10° 28′ 47″ O          | Vorgarten                               | | 36444497 |                |
| Am Stadtpark 22 51° 53′ 53″ N, 10° 28′ 47″ O          | Wohnhaus                                | | 36442040 | Weitere Bilder |
| Am Stadtpark 22 51° 53′ 53″ N, 10° 28′ 46″ O          | Nebengebäude                            | | 36445863 | BW             |
| Am Stadtpark 22 51° 53′ 53″ N, 10° 28′ 47″ O          | Vorgarten                               | | 36444689 |                |
| Am Stadtpark 28 51° 53′ 52″ N, 10° 28′ 46″ O          | Grundschule Oberoker (Haus I)           | Gebäude der ehem. Grundschule | 36442091 | Weitere Bilder |
| Am Stadtpark 28 51° 53′ 52″ N, 10° 28′ 47″ O          | Grundschule Oberoker (Vorgarten)        | | 36444805 |                |
| Am Stadtpark 28a 51° 53′ 51″ N, 10° 28′ 45″ O         | Grundschule Oberoker (Haus II)          | Gebäude der ehem. Grundschule | 36442120 |                |
| Bahnhofstraße 51° 54′ 26″ N, 10° 28′ 28″ O            | Bahnhof Oker (Stellwerk)                | | 36444167 | Weitere Bilder |
| Bahnhofstraße 51° 54′ 13″ N, 10° 28′ 52″ O            | Bahnhof Oker (Stellwerk)                | | 36443947 | Weitere Bilder |
| Bahnhofstraße 4 51° 54′ 2″ N, 10° 28′ 57″ O           | Wohnhaus                                | | 36442148 | Weitere Bilder |
| Bahnhofstraße 6 51° 54′ 2″ N, 10° 28′ 57″ O           | Wohnhaus                                | | 36442176 |                |
| Bahnhofstraße 8 51° 54′ 2″ N, 10° 28′ 57″ O           | Wohnhaus                                | | 36442203 |                |
| Bahnhofstraße 10 51° 54′ 3″ N, 10° 28′ 57″ O          | Wohnhaus                                | | 36442231 |                |
| Bahnhofstraße 12 51° 54′ 3″ N, 10° 28′ 57″ O          | Wohnhaus                                | | 36442258 |                |
| Bahnhofstraße 14 51° 54′ 3″ N, 10° 28′ 57″ O          | Wohnhaus                                | | 36442285 |                |
| Bahnhofstraße 32 51° 54′ 9″ N, 10° 28′ 55″ O          | Wohnhaus                                | | 36444141 | Weitere Bilder |
| Bahnhofstraße 32 51° 54′ 9″ N, 10° 28′ 56″ O          | Wirtschaftsgebäude                      | | 36444422 |                |
| Bahnhofstraße 32 51° 54′ 9″ N, 10° 28′ 55″ O          | Hof                                     | | 36445253 |                |
| Bahnhofstraße 33 51° 54′ 18″ N, 10° 28′ 43″ O         | Bahnhof Oker (Empfangsgebäude)          | | 36442313 | Weitere Bilder |
| Blumenstraße 1 51° 53′ 47″ N, 10° 28′ 45″ O           | St.-Konrad-Kirche                       | | 36444396 | Weitere Bilder |
| Blumenstraße 1 51° 53′ 46″ N, 10° 28′ 45″ O           | St.-Konrad-Kirche (Pfarrhaus)           | | 36445369 |                |
| Brunnenstraße 3 51° 53′ 42″ N, 10° 28′ 53″ O          | Nebengebäude                            | | 36445134 | Weitere Bilder |
| Brunnenstraße 3 51° 53′ 42″ N, 10° 28′ 53″ O          | Wohnhaus                                | | 36442390 |                |
| Brunnenstraße 5 51° 53′ 41″ N, 10° 28′ 53″ O          | Wohnhaus                                | | 36442416 |                |
| Brunnenstraße 7 51° 53′ 40″ N, 10° 28′ 53″ O          | Zum Okertal (Gaststätte)                | ehem. Gaststätte | 36442441 | Weitere Bilder |
| Brunnenstraße 11 51° 53′ 39″ N, 10° 28′ 52″ O         | Wohnhaus                                | | 36442467 | Weitere Bilder |
| Brunnenstraße 11 51° 53′ 40″ N, 10° 28′ 52″ O         | Stall                                   | | 36444993 |                |
| Brunnenstraße 11 51° 53′ 39″ N, 10° 28′ 52″ O         | Vorgarten                               | | 36445602 |                |
| Brunnenstraße 20 51° 53′ 38″ N, 10° 28′ 50″ O         | ehem. Zollhaus vom Breiten Tor          | | 36442521 | Weitere Bilder |
| Brunnenstraße 23 51° 53′ 36″ N, 10° 28′ 51″ O         | Messinghütte (Wohnhaus)                 | | 36442548 | Weitere Bilder |
| Brunnenstraße 23 51° 53′ 36″ N, 10° 28′ 51″ O         | Messinghütte (Hüttenwerk)               | Es kann nur eine kleine Ansicht des gesamten Gebäudekomplexes gegeben werden.                                                     | 36445200 |                |
| Brunnenstraße 23 51° 53′ 36″ N, 10° 28′ 52″ O         | Messinghütte (Hof)                      | Weder Ansicht noch Zugang sind möglich.                                                                                           | 36445552 | BW             |
| Brunnenstraße 23 51° 53′ 29″ N, 10° 28′ 45″ O         | Messinghütte (Wassergraben)             | Der Messinghüttengraben verläuft unterirdisch bei der Brunnenstraße 23 und ab dem Kästeweg oberirdisch.                           | 36446006 |                |
| Brunnenstraße 23a 51° 53′ 35″ N, 10° 28′ 51″ O        | Messinghütte (Schmiede)                 | | 42347884 | Weitere Bilder |
| Brunnenstraße 23a 51° 53′ 35″ N, 10° 28′ 50″ O        | Messinghütte (Nebengebäude)             | | 49560017 |                |
| Brunnenstraße 27 51° 53′ 35″ N, 10° 28′ 49″ O         | Messinghütte (sog. Hüttenamt)           | | 36442577 | Weitere Bilder |
| Brunnenstraße 28 / 29 51° 53′ 35″ N, 10° 28′ 48″ O    | sog. Factorei („Goethe-Haus“)           | | 36442607 | Weitere Bilder |
| Brunnenstraße 28 / 29 51° 53′ 35″ N, 10° 28′ 47″ O    | Nebengebäude                            | | 36445792 |                |
| Brunnenstraße 28 / 29 51° 53′ 36″ N, 10° 28′ 47″ O    | Vorgarten                               | Vorgarten (?) | 36444641 |                |
| Brunnenstraße 51° 53′ 37″ N, 10° 28′ 46″ O            | Messingbrücke / Oker                    | | 36442365 | Weitere Bilder |
| Höhlenweg 32 51° 54′ 0″ N, 10° 28′ 40″ O              | Wohnhaus                                | | 36442636 | Weitere Bilder |
| Höhlenweg 32 51° 54′ 0″ N, 10° 28′ 40″ O              | Nebengebäude                            | | 36445744 |                |
| Höhlenweg 32 51° 54′ 0″ N, 10° 28′ 40″ O              | Vorgarten                               | | 36444594 |                |
| Hüttenstraße 51° 54′ 2″ N, 10° 29′ 2″ O               | Martin-Luther-Kirche                    | | 36442662 | Weitere Bilder |
| Hüttenstraße 51° 54′ 2″ N, 10° 29′ 1″ O               | Einfriedung                             | | 36445911 | Weitere Bilder |
| Hüttenstraße 51° 54′ 2″ N, 10° 29′ 3″ O               | Kirchenplatz                            | | 36445015 |                |
| Hüttenstraße 1 51° 54′ 1″ N, 10° 29′ 5″ O             | ehem. Hüttenamt                         | | 36442689 | Weitere Bilder |
| Hüttenstraße 51° 54′ 10″ N, 10° 29′ 18″ O             | Alte Schmelzhütte                       | | 36442717 | Weitere Bilder |
| Im Stadtpark 51° 53′ 52″ N, 10° 28′ 53″ O             | Pavillon                                | | 36443973 | Weitere Bilder |
| Im Stobenholz 51° 53′ 51″ N, 10° 29′ 3″ O             | Kriegerdenkmal                          | | 36442742 | Weitere Bilder |
| Im Winkel 10 51° 53′ 41″ N, 10° 28′ 46″ O             | Wohnhaus                                | | 36442762 |                |
| Kirchhofstraße 51° 53′ 56″ N, 10° 28′ 30″ O           | Friedhofskapelle Oker                   | | 36444242 | Weitere Bilder |
| L 518, km 0,835 51° 54′ 40″ N, 10° 29′ 10″ O          | Straßenbrücke                           | | 36442890 | Weitere Bilder |
| Messingstraße 13 51° 53′ 48″ N, 10° 29′ 1″ O          | Wohnhaus                                | | 36442917 | Weitere Bilder |
| Messingstraße 13 51° 53′ 48″ N, 10° 29′ 3″ O          | Nebengebäude                            | | 36445091 |                |
| Messingstraße 13 51° 53′ 48″ N, 10° 29′ 1″ O          | Vorgarten                               | | 36445624 |                |
| Messingstraße 16 51° 53′ 48″ N, 10° 29′ 0″ O          | sog. Hüttenschmiede                     | | 36442943 | Weitere Bilder |
| Messingstraße 16 51° 53′ 48″ N, 10° 29′ 1″ O          | Vorgarten                               | | 36444830 |                |
| Messingstraße 23 51° 53′ 42″ N, 10° 28′ 56″ O         | Wohnhaus                                | | 36442971 |                |
| Messingstraße 27 51° 53′ 41″ N, 10° 28′ 55″ O         | Wohnhaus                                | | 36443024 | Weitere Bilder |
| Messingstraße 27 51° 53′ 41″ N, 10° 28′ 55″ O         | Nebengebäude                            | | 36445156 |                |
| Messingstraße 29 51° 53′ 40″ N, 10° 28′ 55″ O         | Wohnhaus                                | | 36443048 |                |
| Messingstraße 29 51° 53′ 40″ N, 10° 28′ 55″ O         | Nebengebäude                            | | 36445176 |                |
| Messingstraße 30 51° 53′ 42″ N, 10° 28′ 55″ O         | Wohnhaus                                | | 36443078 |                |
| Messingstraße 30 51° 53′ 42″ N, 10° 28′ 55″ O         | Anbau (Gebäudeteil)                     | | 36445392 |                |
| Messingstraße 30 51° 53′ 42″ N, 10° 28′ 56″ O         | Vorgarten                               | | 36444449 | Weitere Bilder |
| Messingstraße 33 51° 53′ 40″ N, 10° 28′ 54″ O         | Wohnhaus                                | | 36443127 | Weitere Bilder |
| Messingstraße 35 51° 53′ 39″ N, 10° 28′ 54″ O         | Wohnhaus                                | | 36443154 |                |
| Okertal 7 51° 53′ 25″ N, 10° 28′ 34″ O                | ehem. Fichtennadelbad                   | | 36443274 | Weitere Bilder |
| Okertal 13a 51° 53′ 7″ N, 10° 28′ 19″ O               | Waldhaus (Gaststätte)                   | | 36443219 | Weitere Bilder |
| Okertal 13a 51° 53′ 6″ N, 10° 28′ 20″ O               | Waldhaus (Terrasse)                     | | 36444967 |                |
| Reichenstraße 1 51° 53′ 56″ N, 10° 29′ 1″ O           | Wohnhaus                                | | 36443378 | Weitere Bilder |
| Reichenstraße 1 51° 53′ 56″ N, 10° 29′ 2″ O           | Anbau                                   | | 36445415 |                |
| Reichenstraße 1 51° 53′ 57″ N, 10° 29′ 1″ O           | Mauer                                   | | 36443354 | Weitere Bilder |
| Reichenstraße 3 51° 53′ 58″ N, 10° 29′ 3″ O           | Wohnhaus                                | | 36443425 |                |
| Reichenstraße 3 51° 53′ 58″ N, 10° 29′ 3″ O           | Vorgarten                               | | 36444854 |                |
| Reichenstraße 6 51° 54′ 0″ N, 10° 29′ 3″ O            | Wohnhaus                                | | 36443450 | Weitere Bilder |
| Reichenstraße 6 51° 54′ 0″ N, 10° 29′ 3″ O            | Anbau                                   | | 36445459 |                |
| Reichenstraße 8 51° 54′ 0″ N, 10° 29′ 4″ O            | Wohnhaus                                | | 36444017 |                |
| Reichenstraße 8a 51° 53′ 59″ N, 10° 29′ 4″ O          | Wohnhaus                                | | 36444041 |                |
| Reichenstraße 10 51° 54′ 1″ N, 10° 29′ 5″ O           | Wohnhaus                                | | 36443474 | Weitere Bilder |
| Reichenstraße 13 51° 54′ 2″ N, 10° 29′ 6″ O           | Wohnhaus                                | | 36443548 |                |
| Reichenstraße 14 51° 54′ 2″ N, 10° 29′ 7″ O           | Wohnhaus                                | | 36443575 |                |
| Reichenstraße 17 51° 54′ 2″ N, 10° 29′ 10″ O          | Wohnhaus                                | | 36443602 | Weitere Bilder |
| Reichenstraße 17 51° 54′ 2″ N, 10° 29′ 9″ O           | Vorgarten                               | | 36444737 |                |
| Reichenstraße 17 51° 54′ 2″ N, 10° 29′ 10″ O          | Nebengebäude                            | | 36445888 |                |
| Reichenstraße 18 51° 54′ 2″ N, 10° 29′ 10″ O          | Wohnhaus                                | | 36443629 | Weitere Bilder |
| Reichenstraße 18 51° 54′ 2″ N, 10° 29′ 9″ O           | Vorgarten                               | | 36444714 |                |
| Reichenstraße 18 51° 54′ 2″ N, 10° 29′ 10″ O          | Nebengebäude                            | | 36445816 |                |
| Siedlerstraße 51° 54′ 14″ N, 10° 28′ 57″ O            | Bahndamm                                | | 36442816 | Weitere Bilder |
| Siedlerstraße 51° 54′ 14″ N, 10° 29′ 1″ O             | Eisenbahnbrücke                         | | 36442790 | Weitere Bilder |
| Stadtwald am Hahnenberg 51° 53′ 49″ N, 10° 28′ 0″ O   | Grenzstein                              | Dichter Heckenbewuchs, vor allem von Brombeersträuchern, macht ein Auffinden des Grenzsteins unmöglich, wenn überhaupt vorhanden. | 36441609 | BW             |
| Stadtwald am Hahnenberg 51° 53′ 49″ N, 10° 27′ 55″ O  | Grenzstein                              | Dichter Heckenbewuchs, vor allem von Brombeersträuchern, macht ein Auffinden des Grenzsteins unmöglich, wenn überhaupt vorhanden. | 36443793 | BW             |
| Stadtwald am Hahnenberg 51° 53′ 50″ N, 10° 27′ 53″ O  | Grenzstein                              | Dichter Heckenbewuchs, vor allem von Brombeersträuchern, macht ein Auffinden des Grenzsteins unmöglich, wenn überhaupt vorhanden. | 36443656 | BW             |
| Sudmerberg 51° 54′ 54″ N, 10° 28′ 3″ O                | ehem. Landwarte (Aussichtsturm)         | | 36444218 |                |
| Talstraße 7 51° 53′ 56″ N, 10° 28′ 57″ O              | Wohnhaus                                | | 36443678 | Weitere Bilder |
| Talstraße 7 51° 53′ 56″ N, 10° 28′ 56″ O              | Nebengebäude                            | | 36445839 |                |
| Talstraße 7 51° 53′ 56″ N, 10° 28′ 58″ O              | Vorgarten                               | | 36444665 |                |
| Talstraße 12 51° 53′ 53″ N, 10° 28′ 55″ O             | Haus Cramer von Clausbruch (Herrenhaus) | | 36443705 | Weitere Bilder |
| Talstraße 12 51° 53′ 53″ N, 10° 28′ 57″ O             | Haus Cramer von Clausbruch (Hof)        | | 36445227 |                |
| Talstraße 12 51° 53′ 53″ N, 10° 28′ 57″ O             | Haus Cramer von Clausbruch (Brunnen)    | | 36445576 |                |
| Talstraße 12a 51° 53′ 53″ N, 10° 28′ 57″ O            | Haus Cramer von Clausbruch (re. Flügel) | | 36444091 | Weitere Bilder |
| Talstraße 13a / 13b 51° 53′ 52″ N, 10° 28′ 57″ O      | Haus Cramer von Clausbruch (li. Flügel) | | 36443737 | Weitere Bilder |
| Talstraße 13c 51° 53′ 52″ N, 10° 28′ 56″ O            | Haus Cramer von Clausbruch (li. Flügel) | | 36444066 | Weitere Bilder |
| Talstraße 13 51° 53′ 52″ N, 10° 28′ 57″ O             | Haus Cramer von Clausbruch (Vorplatz)   | | 36444472 |                |
| Talstraße 14 / 15 51° 53′ 51″ N, 10° 28′ 57″ O        | Wohnhaus                                | | 36443766 | Weitere Bilder |
| Talstraße 14 / 15 51° 53′ 51″ N, 10° 28′ 58″ O        | Vorgarten                               | | 36444875 |                |
| Talstraße 21 51° 53′ 45″ N, 10° 28′ 53″ O             | Wohnhaus                                | | 36443815 | Weitere Bilder |
| Talstraße 21 51° 53′ 45″ N, 10° 28′ 54″ O             | Vorgarten                               | | 36444898 |                |
| Wolfenbütteler Straße 51 51° 54′ 40″ N, 10° 28′ 59″ O | Volksschule Unteroker                   | | 36443888 | Weitere Bilder |
| Wolfenbütteler Straße 51 51° 54′ 40″ N, 10° 28′ 59″ O | Volksschule Unteroker (Vorgarten)       | | 36444920 |                |
| Wolfenbütteler Straße 51 51° 54′ 41″ N, 10° 28′ 59″ O | Volksschule Unteroker (Nebengebäude)    | | 36443918 | Weitere Bilder |
| Wolfenbütteler Straße 51 51° 54′ 41″ N, 10° 29′ 2″ O  | Volksschule Unteroker (Pausenhof)       | | 36445038 |                |

## Vienenburg
| Lage                                                   | Bezeichnung                                           | Beschreibung                       | ID       | Bild           |
| ------------------------------------------------------ | ----------------------------------------------------- | ---------------------------------- | -------- | -------------- |
| Am Edelhof 6 51° 56′ 45″ N, 10° 33′ 52″ O              | Alte Apotheke                                         |                                    | 37751472 |                |
| Am Güterbahnhof 51° 57′ 15″ N, 10° 34′ 23″ O           | Güterbahnhof Vienenburg, Stellwerk ‚Vof‘, ehem. ‚Vmf‘ |                                    | 37751399 |                |
| Am Walde 1 51° 57′ 44″ N, 10° 32′ 13″ O                | Wohnhaus                                              | ehem. Forstgehöft                  | 37751498 | Weitere Bilder |
| B 241, km 9,761 51° 57′ 19″ N, 10° 32′ 32″ O           | Okerbrücke                                            |                                    | 37751591 | Weitere Bilder |
| Bahnhofstraße 8 51° 57′ 18″ N, 10° 33′ 45″ O           | Bahnhof Vienenburg (Empfangsgebäude)                  |                                    | 37751639 | Weitere Bilder |
| Bahnhofstraße 8 51° 57′ 19″ N, 10° 33′ 47″ O           | Bahnhof Vienenburg (Kaisersaal)                       |                                    | 37751669 |                |
| Bismarckdenkmal Rotenberg 51° 57′ 45″ N, 10° 32′ 32″ O | Denkmal                                               | Hinweistafel nicht mehr vorhanden. | 37751332 | Weitere Bilder |
| Bismarckstraße 2 51° 57′ 1″ N, 10° 33′ 51″ O           | Wohnhaus                                              |                                    | 37751784 | Weitere Bilder |
| Bismarckstraße 51° 57′ 1″ N, 10° 33′ 51″ O             | Scheune                                               |                                    | 37751762 |                |
| Bismarckstraße 13 51° 56′ 51″ N, 10° 33′ 56″ O         | Kirche                                                |                                    | 37751808 | Weitere Bilder |
| Bismarckstraße 14 51° 56′ 56″ N, 10° 33′ 48″ O         | Wohnhaus                                              |                                    | 37755790 | Weitere Bilder |
| Bismarckstraße 24 51° 56′ 50″ N, 10° 33′ 54″ O         | Wohnhaus                                              |                                    | 37751882 | Weitere Bilder |
| Bismarckstraße 24 51° 56′ 50″ N, 10° 33′ 56″ O         | Wirtschaftsgebäude                                    |                                    | 37751910 | Weitere Bilder |
| Brückenstraße 1 51° 57′ 2″ N, 10° 33′ 50″ O            | Wohnhaus                                              |                                    | 37751694 | Weitere Bilder |
| Brückenstraße 18 51° 57′ 7″ N, 10° 33′ 40″ O           | Wohnhaus                                              |                                    | 37751957 |                |
| Burgweg 1 51° 56′ 47″ N, 10° 33′ 50″ O                 | Edelhof, Ostflügel                                    |                                    | 37752053 | Weitere Bilder |
| Burgweg 1 51° 56′ 46″ N, 10° 33′ 49″ O                 | Edelhof, Südflügel                                    |                                    | 37752003 | Weitere Bilder |
| Burgweg 1 51° 56′ 47″ N, 10° 33′ 48″ O                 | Edelhof, Westflügel                                   |                                    | 37752028 | Weitere Bilder |
| Burgweg 1 51° 56′ 48″ N, 10° 33′ 49″ O                 | Edelhof (Wohnhaus)                                    |                                    | 37751978 | Weitere Bilder |
| Burgweg 1 51° 56′ 47″ N, 10° 33′ 47″ O                 | Edelhof (Park)                                        |                                    | 37752078 | Weitere Bilder |
| Burgweg 2 51° 56′ 51″ N, 10° 33′ 50″ O                 | Burg Vienenburg (Bergfried)                           |                                    | 37752293 | Weitere Bilder |
| Burgweg 2 51° 56′ 51″ N, 10° 33′ 52″ O                 | Burg Vienenburg (Brauhaus)                            |                                    | 37752268 |                |
| Burgweg 2 51° 56′ 54″ N, 10° 33′ 49″ O                 | Burg Vienenburg (Wall und Graben)                     |                                    | 37752316 | Weitere Bilder |
| Friedrich-Rese-Straße 2 51° 56′ 52″ N, 10° 33′ 55″ O   | Wohnhaus                                              |                                    | 37752382 | Weitere Bilder |
| Friedrich-Rese-Straße 10 51° 56′ 54″ N, 10° 33′ 58″ O  | Wohn-/ Wirtschaftsgebäude                             |                                    | 37752431 | Weitere Bilder |
| Friedrich-Rese-Straße 19 51° 57′ 2″ N, 10° 33′ 58″ O   | Wohnhaus                                              |                                    | 37752455 | Weitere Bilder |
| Friedrich-Rese-Straße 26 51° 56′ 58″ N, 10° 33′ 57″ O  | Wohn-/ Wirtschaftsgebäude                             |                                    | 37752500 | Weitere Bilder |
| Goslarer Straße 9 51° 57′ 13″ N, 10° 33′ 41″ O         | Rathaus                                               |                                    | 37752525 |                |
| Hercyniaweg 21 51° 57′ 42″ N, 10° 33′ 6″ O             | Villa                                                 |                                    | 37752573 | Weitere Bilder |
| Hirtenstraße 5 51° 56′ 57″ N, 10° 33′ 52″ O            | Wohnhaus                                              |                                    | 37755810 |                |
| Hirtenstraße 8 51° 56′ 58″ N, 10° 33′ 53″ O            | Wohn-/ Wirtschaftsgebäude                             |                                    | 37752596 |                |
| Kaiserstraße 8 51° 57′ 11″ N, 10° 33′ 49″ O            | Wohn-/ Geschäftshaus                                  |                                    | 37755872 | Weitere Bilder |
| Kaiserstraße 20 51° 57′ 8″ N, 10° 33′ 49″ O            | Wohnhaus                                              |                                    | 37752619 | Weitere Bilder |
| Kaiserstraße 51° 57′ 7″ N, 10° 33′ 49″ O               | Kriegerdenkmal                                        |                                    | 37752667 |                |
| Kaiserstraße 51° 57′ 7″ N, 10° 33′ 49″ O               | Kriegerdenkmal (Einfriedung)                          |                                    | 37750140 | Weitere Bilder |
| Lierestraße 29 51° 57′ 0″ N, 10° 33′ 34″ O             | Wohnhaus                                              |                                    | 37753356 | Weitere Bilder |
| Lierestraße 29a 51° 57′ 0″ N, 10° 33′ 35″ O            | Wohnhaus                                              |                                    | 37753383 | Weitere Bilder |
| Osterwiecker Straße 3 51° 57′ 14″ N, 10° 33′ 54″ O     | Wohnhaus                                              |                                    | 37753404 | Weitere Bilder |
| Osterwiecker Straße 24 51° 57′ 12″ N, 10° 34′ 3″ O     | Wohnhaus                                              |                                    | 37753474 | Weitere Bilder |
| Osterwiecker Straße 26 51° 57′ 12″ N, 10° 34′ 4″ O     | Wohnhaus                                              |                                    | 37753498 | Weitere Bilder |
| Osterwiecker Straße 28 51° 57′ 12″ N, 10° 34′ 5″ O     | Wohnhaus                                              |                                    | 37753523 | Weitere Bilder |
| Osterwiecker Straße 30 51° 57′ 12″ N, 10° 34′ 5″ O     | Wohnhaus                                              |                                    | 37753545 | Weitere Bilder |
| Osterwiecker Straße 30a 51° 57′ 12″ N, 10° 34′ 7″ O    | Wohnhaus                                              |                                    | 37753591 | Weitere Bilder |
| Osterwiecker Straße 51 51° 57′ 12″ N, 10° 34′ 24″ O    | Mühle                                                 |                                    | 37753613 | Weitere Bilder |
| Schacht I 51° 57′ 24″ N, 10° 34′ 5″ O                  | Straßenbrücke                                         |                                    | 37751353 | Weitere Bilder |
| Schacht I 51° 57′ 24″ N, 10° 34′ 7″ O                  | Bahnbrücke                                            |                                    | 37751376 | Weitere Bilder |
| Schacht I 51° 57′ 38″ N, 10° 33′ 56″ O                 | Villa                                                 |                                    | 37753636 | Weitere Bilder |
| Triftstraße 2 51° 57′ 13″ N, 10° 33′ 33″ O             | Wohnhaus                                              |                                    | 37753754 | Weitere Bilder |
| Triftstraße 2 51° 57′ 13″ N, 10° 33′ 33″ O             | Nebengebäude                                          |                                    | 37753778 |                |
| Triftstraße 2 51° 57′ 12″ N, 10° 33′ 33″ O             | Gartenpavillon                                        |                                    | 37753800 |                |
| Wilhelmstraße 11 51° 56′ 49″ N, 10° 33′ 34″ O          | Wohn-/ Wirtschaftsgebäude                             |                                    | 37754053 | Weitere Bilder |

### Klostergut Wöltingerode
| Lage                                              | Bezeichnung                | Beschreibung | ID       | Bild           |
| ------------------------------------------------- | -------------------------- | ------------ | -------- | -------------- |
| Wöltingerode 51° 57′ 31″ N, 10° 32′ 26″ O         | Einfriedung                |              | 37753127 | Weitere Bilder |
| Wöltingerode 51° 57′ 34″ N, 10° 32′ 27″ O         | Torhaus                    |              | 37752834 | Weitere Bilder |
| Wöltingerode 51° 57′ 39″ N, 10° 32′ 19″ O         | Torhaus                    |              | 37752982 | Weitere Bilder |
| Wöltingerode 51° 57′ 38″ N, 10° 32′ 21″ O         | Nebengebäude               |              | 37752934 |                |
| Wöltingerode 51° 57′ 37″ N, 10° 32′ 17″ O         | Stall/Scheune              |              | 37752957 | Weitere Bilder |
| Wöltingerode 1 51° 57′ 35″ N, 10° 32′ 22″ O       | ehem. Probstei             |              | 37752909 | Weitere Bilder |
| Wöltingerode 51° 57′ 34″ N, 10° 32′ 21″ O         | Kirche                     |              | 37752690 | Weitere Bilder |
| Wöltingerode 3 51° 57′ 32″ N, 10° 32′ 19″ O       | Klostergebäude             |              | 37752715 | Weitere Bilder |
| Wöltingerode 51° 57′ 31″ N, 10° 32′ 20″ O         | ehem. Landjägerei          |              | 37752738 | Weitere Bilder |
| Wöltingerode 10 – 13 51° 57′ 37″ N, 10° 32′ 25″ O | Pferdestall/Brennerei      |              | 37752884 | Weitere Bilder |
| Wöltingerode 14 51° 57′ 35″ N, 10° 32′ 26″ O      | Wohnhaus                   |              | 37752859 | Weitere Bilder |
| Wöltingerode 16 51° 57′ 33″ N, 10° 32′ 26″ O      | Wohn-/ Wirtschaftsgebäude  |              | 37752811 | Weitere Bilder |
| Wöltingerode 19 51° 57′ 32″ N, 10° 32′ 24″ O      | Mühle                      |              | 37752786 | Weitere Bilder |
| Wöltingerode 51° 57′ 31″ N, 10° 32′ 23″ O         | Wohnhaus                   |              | 37752763 | Weitere Bilder |
| Wöltingerode 30 51° 57′ 28″ N, 10° 32′ 24″ O      | Klosterkrug                |              | 37753031 | Weitere Bilder |
| Wöltingerode 31 51° 57′ 28″ N, 10° 32′ 23″ O      | Klosterkrug (Nebengebäude) |              | 37753056 | Weitere Bilder |
| Wöltingerode 32 51° 57′ 28″ N, 10° 32′ 20″ O      | Wohn-/ Wirtschaftsgebäude  |              | 37753079 | Weitere Bilder |
| Wöltingerode 32 51° 57′ 28″ N, 10° 32′ 19″ O      | Nebengebäude               |              | 37753103 | Weitere Bilder |

## Weddingen
| Lage                                              | Bezeichnung               | Beschreibung                            | ID       | Bild           |
| ------------------------------------------------- | ------------------------- | --------------------------------------- | -------- | -------------- |
| Armelahstraße 2 51° 58′ 25″ N, 10° 29′ 19″ O      | Wohnhaus                  |                                         | 37754195 | Weitere Bilder |
| Armelahstraße 7 51° 58′ 29″ N, 10° 29′ 16″ O      | Wohn-/ Wirtschaftsgebäude |                                         | 37754077 | Weitere Bilder |
| Armelahstraße 7 51° 58′ 28″ N, 10° 29′ 15″ O      | Wirtschaftsgebäude        |                                         | 37754101 | Weitere Bilder |
| Armelahstraße 8 51° 58′ 28″ N, 10° 29′ 19″ O      | Kirche                    |                                         | 37754125 | Weitere Bilder |
| Armelahstraße 8 51° 58′ 27″ N, 10° 29′ 17″ O      | Kriegerdenkmal            |                                         | 37754150 |                |
| Armelahstraße 12 51° 58′ 30″ N, 10° 29′ 18″ O     | Schafstall                |                                         | 37754171 |                |
| Bergenröder Straße 2 51° 58′ 19″ N, 10° 29′ 20″ O | Wohnhaus                  | ehem. Gasthof „Weddinger Hof“           | 37754214 | Weitere Bilder |
| Bergenröder Straße 2 51° 58′ 20″ N, 10° 29′ 21″ O | Saalanbau                 | Anbau vom ehem. Gasthof „Weddinger Hof“ | 37754238 | Weitere Bilder |
| Bergenröder Straße 20 51° 58′ 24″ N, 10° 29′ 7″ O | Wohnhaus                  |                                         | 37754263 | Weitere Bilder |
| Bergenröder Straße 20 51° 58′ 25″ N, 10° 29′ 8″ O | Scheune                   |                                         | 37754284 | BW             |
| Büntewinkel 6 51° 58′ 28″ N, 10° 29′ 13″ O        | Wohnhaus                  |                                         | 37754304 | Weitere Bilder |
| Büntewinkel 6 51° 58′ 28″ N, 10° 29′ 14″ O        | Nebengebäude              | Das Nebengebäude existiert nicht mehr.  | 37754375 | BW             |
| Büntewinkel 6 51° 58′ 27″ N, 10° 29′ 11″ O        | Scheune                   |                                         | 37754328 |                |
| Komturstraße 5 51° 58′ 24″ N, 10° 29′ 28″ O       | Wohnhaus                  |                                         | 37755830 | Weitere Bilder |

## Wiedelah
| Lage                                           | Bezeichnung                      | Beschreibung                                                | ID       | Bild           |
| ---------------------------------------------- | -------------------------------- | ----------------------------------------------------------- | -------- | -------------- |
| Amtsstraße 51° 57′ 38″ N, 10° 35′ 1″ O         | Kriegerdenkmal                   |                                                             | 37754704 |                |
| Amtsstraße 51° 57′ 37″ N, 10° 35′ 12″ O        | Skulptur Hl. Nepomuk             |                                                             | 37754757 |                |
| Amtsstraße 8 51° 57′ 33″ N, 10° 35′ 22″ O      | Wohnhaus                         |                                                             | 37754728 |                |
| Bäckerstraße 3 51° 57′ 33″ N, 10° 35′ 2″ O     | Wohnhaus                         |                                                             | 37755220 |                |
| Bäckerstraße 15 51° 57′ 34″ N, 10° 35′ 12″ O   | Wohnhaus                         |                                                             | 37755264 | Weitere Bilder |
| Kirchwinkel 51° 57′ 32″ N, 10° 35′ 22″ O       | St. Mariä Himmelfahrt (Kirche)   | Katholische Kirche, 1747/48 erbaut, 1911 bis 1914 erweitert | 37755506 | Weitere Bilder |
| Kirchwinkel 51° 57′ 31″ N, 10° 35′ 20″ O       | St. Mariä Himmelfahrt (Kirchhof) |                                                             | 37755530 | Weitere Bilder |
| Kirchwinkel 5 51° 57′ 34″ N, 10° 35′ 21″ O     | Wohnhaus                         |                                                             | 37755573 |                |
| Lindenstraße 19 51° 57′ 40″ N, 10° 35′ 14″ O   | Wohn-/ Wirtschaftsgebäude        |                                                             | 37755644 | Weitere Bilder |
| Weidenstraße 51° 58′ 3″ N, 10° 35′ 45″ O       | Brücke (Bauwerk)                 |                                                             | 37755667 |                |
| Wülperoder Straße 51° 57′ 43″ N, 10° 34′ 58″ O | Denkmal                          |                                                             | 37755692 |                |

### Domäne Wiedelah
| Lage                                                  | Bezeichnung                    | Beschreibung | ID       | Bild           |
| ----------------------------------------------------- | ------------------------------ | --- | -------- | -------------- |
| Amtsstraße 11 51° 57′ 35″ N, 10° 35′ 30″ O            | Scheune                        | | 37754783 | Weitere Bilder |
| Amtsstraße 11 51° 57′ 36″ N, 10° 35′ 37″ O            | Scheune                        | | 37754954 | Weitere Bilder |
| Amtsstraße 11 51° 57′ 36″ N, 10° 35′ 37″ O            | Brennerei                      | | 37754929 | Weitere Bilder |
| Amtsstraße 11 51° 57′ 39″ N, 10° 35′ 39″ O            | Brücke (Bauwerk)               | | 37754979 |                |
| Amtsstraße 11 51° 57′ 37″ N, 10° 35′ 32″ O            | Schafstall                     | | 37754858 | Weitere Bilder |
| Amtsstraße 11 51° 57′ 38″ N, 10° 35′ 28″ O            | ehem. Rindviehstall            | | 37754808 |                |
| Amtsstraße 11 51° 57′ 39″ N, 10° 35′ 28″ O            | Silo                           | | 37754883 |                |
| Amtsstraße 11 51° 57′ 39″ N, 10° 35′ 30″ O            | Hofmeisterhaus                 | | 37754833 | Weitere Bilder |
| Amtsstraße 11 51° 57′ 39″ N, 10° 35′ 32″ O            | Stall/Speicher                 | | 37754906 |                |
| Amtsstraße 13 51° 57′ 36″ N, 10° 35′ 35″ O            | Wassermühle                    | Die Bilder zeigen, was von der Wassermühle noch übrig geblieben ist. Trotz der Tatsache, dass die Mühle nicht mehr besteht, ist sie nach wie vor als Bestand im Denkmalatlas Niedersachsen verzeichnet. | 37755027 | Weitere Bilder |
| Amtsstraße 13 51° 57′ 36″ N, 10° 35′ 34″ O            | ehem. Schafmeisterwhs.         | Keinerlei Schutz- und Erhaltungsmaßnahmen am Baudenkmal ersichtlich, es verfällt. | 37755002 | Weitere Bilder |
| Amtsstraße 17 51° 57′ 35″ N, 10° 35′ 32″ O            | Mühlenteich                    | | 37755052 |                |
| Amtsstraße 17 51° 57′ 34″ N, 10° 35′ 36″ O            | ehem. Kuhstallteich            | | 37755075 | Weitere Bilder |
| Amtsstraße 19 51° 57′ 30″ N, 10° 35′ 29″ O            | Eckergraben                    | | 37750183 |                |
| Amtsstraße 19 51° 57′ 32″ N, 10° 35′ 29″ O            | Gartenpavillon                 | | 37755149 | Weitere Bilder |
| Amtsstraße 19 51° 57′ 33″ N, 10° 35′ 31″ O            | Brauhaus                       | | 37755124 | Weitere Bilder |
| Amtsstraße 19 51° 57′ 33″ N, 10° 35′ 29″ O            | Brauhausteich                  | | 37755197 | Weitere Bilder |
| Amtsstraße 19 51° 57′ 34″ N, 10° 35′ 30″ O            | Brücke                         | | 37755174 | Weitere Bilder |
| Amtsstraße 19 51° 57′ 32″ N, 10° 35′ 32″ O            | Burg                           | | 37755098 | Weitere Bilder |
| Amtsstraße 19 51° 57′ 30″ N, 10° 35′ 34″ O            | Wallgarten                     | Wallgarten der Burg Wiedelah | 37750068 |                |
| In den Pappeln 6 / 7 51° 57′ 42″ N, 10° 35′ 30″ O     | Wohnhaus                       | | 37755358 | Weitere Bilder |
| In den Pappeln 6 / 7 51° 57′ 42″ N, 10° 35′ 31″ O     | Stall/Scheune                  | | 37750092 |                |
| In den Pappeln 8 – 11 51° 57′ 42″ N, 10° 35′ 32″ O    | Wohnhaus                       | | 37755384 | Weitere Bilder |
| In den Pappeln 11a - 11c 51° 57′ 42″ N, 10° 35′ 33″ O | ehem. Stall/Scheune (Wohnhaus) | | 37755333 |                |
| In den Pappeln 12 51° 57′ 42″ N, 10° 35′ 34″ O        | Wohnhaus                       | | 37755410 |                |
| In den Pappeln 13 51° 57′ 42″ N, 10° 35′ 35″ O        | Wohnhaus                       | | 37755433 |                |
| In den Pappeln 14 51° 57′ 42″ N, 10° 35′ 35″ O        | Wohnhaus                       | | 37755456 |                |
| In den Pappeln 15 51° 57′ 42″ N, 10° 35′ 36″ O        | Wohnhaus                       | | 37755481 |                |

## Außerhalb
| Lage                                            | Bezeichnung                          | Beschreibung                                                                                   | ID       | Bild           |
| ----------------------------------------------- | ------------------------------------ | ---------------------------------------------------------------------------------------------- | -------- | -------------- |
| Am Gräbicht 51° 56′ 36″ N, 10° 26′ 4″ O         | Abfüllstelle Harzer Grauhof          |                                                                                                | 36508236 | Weitere Bilder |
| Am Gräbicht 51° 56′ 35″ N, 10° 26′ 11″ O        | Durchlass (Unterirdisches Bauwerk)   |                                                                                                | 36508441 | Weitere Bilder |
| Am Gräbicht 1 51° 56′ 49″ N, 10° 25′ 49″ O      | Wohnhaus                             |                                                                                                | 36505182 | Weitere Bilder |
| Am Gräbicht 2 51° 56′ 50″ N, 10° 25′ 50″ O      | Wohnhaus                             |                                                                                                | 36505155 | Weitere Bilder |
| Am Gräbicht 11 51° 56′ 44″ N, 10° 25′ 44″ O     | Wohnhaus                             |                                                                                                | 36508470 | Weitere Bilder |
| Am Weidenbrunnen 51° 56′ 47″ N, 10° 25′ 15″ O   | Stellwerk „Gof“                      |                                                                                                | 36506511 | Weitere Bilder |
| Auerhahn 2 51° 51′ 17″ N, 10° 21′ 53″ O         | Jagdhaus Auerhahn                    |                                                                                                | 36504899 |                |
| Auerhahn 2 51° 51′ 16″ N, 10° 21′ 54″ O         | Scheune                              |                                                                                                | 36504871 | BW             |
| Auerhahn 4 51° 51′ 20″ N, 10° 21′ 55″ O         | Forstdienstgebäude Schwarzer Hermann |                                                                                                | 36504849 | BW             |
| Auerhahn 4 51° 51′ 19″ N, 10° 21′ 56″ O         | Stall                                |                                                                                                | 36504823 | BW             |
| B 241, km 4,134 51° 52′ 43″ N, 10° 24′ 10″ O    | Straßenbrücke                        |                                                                                                | 36546038 | BW             |
| Degenmühle 51° 56′ 21″ N, 10° 36′ 21″ O         | Straßenbrücke Ecker                  |                                                                                                | 37750945 | Weitere Bilder |
| Hasenwinkel 51° 56′ 51″ N, 10° 35′ 35″ O        | Eckerbrücke                          |                                                                                                | 37751307 | Weitere Bilder |
| K 19 51° 59′ 10″ N, 10° 29′ 37″ O               | Brücke Hellbach                      |                                                                                                | 37754397 | Weitere Bilder |
| K 34 51° 58′ 4″ N, 10° 34′ 42″ O                | Denkmalanlage                        |                                                                                                | 37754683 | Weitere Bilder |
| Okertal 23 51° 51′ 39″ N, 10° 28′ 17″ O         | Villa Helene                         | Die Villa aus dem Jahr 1903 gibt es nicht mehr, sie ist am 20. Oktober 2023 völlig abgebrannt. | 36443300 | BW             |
| Okertal 24 51° 51′ 33″ N, 10° 28′ 16″ O         | Romkerhalle                          |                                                                                                | 36443325 |                |
| Vor dem Hessenkopf 51° 53′ 18″ N, 10° 23′ 29″ O | Gästehaus Hessenkopf                 |                                                                                                | 36612572 | BW             |
| Vor dem Hessenkopf 51° 53′ 19″ N, 10° 23′ 33″ O | Hochsitz                             |                                                                                                | 36612546 | BW             |